# Avigdor Lieberman
Avigdor Lieberman (in ebraico ליברמן אביגדור, nato Ėvet L'vovič Liberman, in russo Эвет Львович Либерман; Chișinău, 5 giugno 1958) è un politico israeliano, nato nella Repubblica Socialista Sovietica Moldava in Unione Sovietica, fondatore e leader del partito di destra radicale Israel Beytenu.
Membro della Knesset dal 1999, dal giugno 2016 al novembre 2018 è stato ministro israeliano della difesa, dall'aprile 2009 al dicembre 2012 ministro degli affari esteri e vice primo ministro d'Israele, carica, la prima, che ha ricoperto nuovamente, a partire dal novembre 2013 fino al maggio 2015.
 Ha inoltre rivestito altre cariche governative e ministeriali. Ha fondato il partito politico Israel Beytenu, nato da una scissione del Likud nel 1999, la cui base elettorale sono gli immigrati orientali russofoni provenienti dall'ex Unione Sovietica, e oggi parte della federazione Likud Beytenu.

## Biografia
Avigdor Lieberman nasce come Evik o Evit Lvovitch Lieberman in una famiglia ebraica di Chișinău, nella Moldavia sovietica. Riceve il nome di Evik in onore di Eva, una delle nonne materne. Sua madre si chiamava Esther Markovna e suo padre Lev Yankelevitch Lieberman. Come ebreo di Bessarabia Lev Lieberman era, prima del 1940, cittadino della Romania e membro dell'organizzazione giovanile sionista Betar. Inviato al fronte nei ranghi dell'Armata Rossa durante la seconda guerra mondiale, viene fatto prigioniero dai tedeschi. Sopravvissuto alla prigionia, è deportato dalle autorità sovietiche in Siberia.
In Moldavia, il giovane Evit, aveva studiato all'Istituto agronomico di Chișinău e aveva lavorato per breve tempo a Baku (attuale Azerbaigian) prima di immigrare in Israele nel 1978. Dopo aver assolto al servizio militare nel corpo di artiglieria di Tsahal, si diploma in relazioni internazionali e in scienze politiche nell'Università ebraica di Gerusalemme. Nel corso dei primi anni in Israele, fa diversi mestieri, specialmente nell'Aeroporto di Tel Aviv "Ben-Gurion" e come buttafuori in un locale notturno. Sposato e padre di tre ragazzi, abita nella piccola colonia di Nokdim, nel territorio occupato di Cisgiordania, Avigdor Lieberman parla quattro lingue: ebraico, russo, rumeno e inglese. È redattore capo di una rivista intitolata Yoman Yisraeli dal 1999.

## Carriera politica

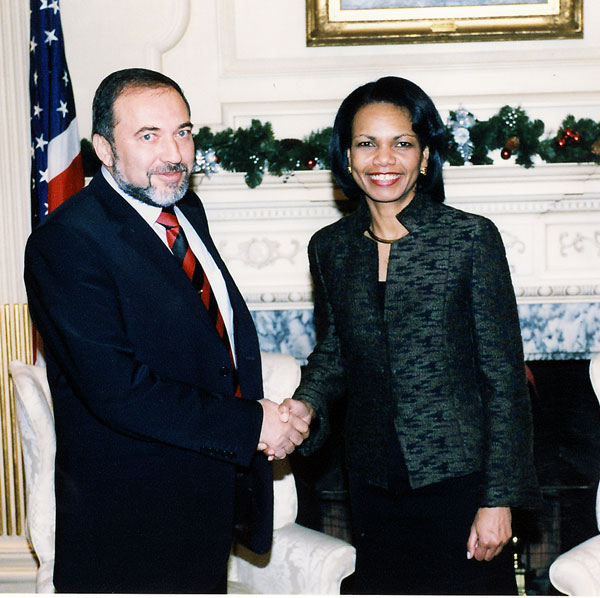
Avigdor Lieberman e Condoleezza Rice (11 dicembre 2006).

Occupa un posto nella direzione del Likud dal 1993 al 1996, poi nel governo, dal 1996 al 1997.
Nel 1999, fonda il partito della destra di origine russa Israel Beytenu ed è eletto deputato alla Knesset. Attacca il primo ministro laburista Ehud Barak perché trascura diplomaticamente la Russia (di cui è simpatizzante, come pure di Vladimir Putin, al punto di subire le critiche degli stessi suoi seguaci israeliani, senza che ciò gli impedisca di sostenere comunque la politica russa «nella sua lotta contro il terrorismo islamico in Cecenia», e malgrado ciò non gli abbia fatto conseguire alcun concreto vantaggio politico).
In occasione delle elezioni legislative del 2009 in Israele, il giornale Haaretz scrisse che Lieberman, poco dopo la sua immigrazione in Israele, era stato per qualche tempo coinvolto nell'attività del partito estremista religioso del Kach di Rabbi Meir Kahane. Le accuse di avervi aderito erano basate su testimonianze di due attivisti del movimento, Avigdor Eskin e Yosef Dayan, che dichiararono che Lieberman era stato membro del partito per un breve periodo di tempo. Lieberman ha smentito il fatto, qualificando la pubblicazione come una "provocazione [ben] orchestrata". Al Kach fu vietato di partecipare alle elezioni legislative israeliane del 1988, in base alla legge elettorale della Knesset che mette al bando i partiti che incitano al razzismo. Il Kach è stato in seguito dichiarato "organizzazione terroristica" nel 1994.
Nel marzo del 2001 fa entrare il suo partito nella coalizione governativa guidata dal Likud di Ariel Sharon, in cui Avigdor Lieberman è ministro delle infrastrutture, ma presenta le proprie dimissioni nel marzo del 2002. 

In occasione della Seconda Intifada, nel 2002, chiede il bombardamento delle stazioni di rifornimento, delle banche e dei centri commerciali palestinesi. Nel febbraio del 2003, diventa ministro dei trasporti. Poi si oppone al Piano di disimpegno dai territori occupati e propone nel maggio del 2004 un piano alternativo nel quale egli prevede una separazione tra ebrei e arabi «per creare due Stati etnicamente omogenei». A suo parere solo gli arabi che sentano profondamente un legame con Israele e provino un sentimento di lealtà verso lo Stato ebraico dovrebbero essere accettati e autorizzati a rimanervi, gli altri dovrebbero esserne invece espulsi, e se due Stati dovranno essere creati, allora le frontiere dovranno essere modificate affinché la maggioranza degli arabi israeliani vada allora a vivere in Palestina. Tale punto di vista è stato condannato da Ariel Sharon. Il 4 giugno 2004, mentre la tensione cresce sul piano di disimpegno dalla Striscia di Gaza, Sharon allontana Lieberman dal suo gabinetto.

Nel 2005 si oppose al quindi ritiro da Gaza, paventando la conquista della Striscia da parte di Hamas, cosa che avverrà effettivamente due anni dopo. Ad essa oppone il piano Lieberman sullo scambio di territori.

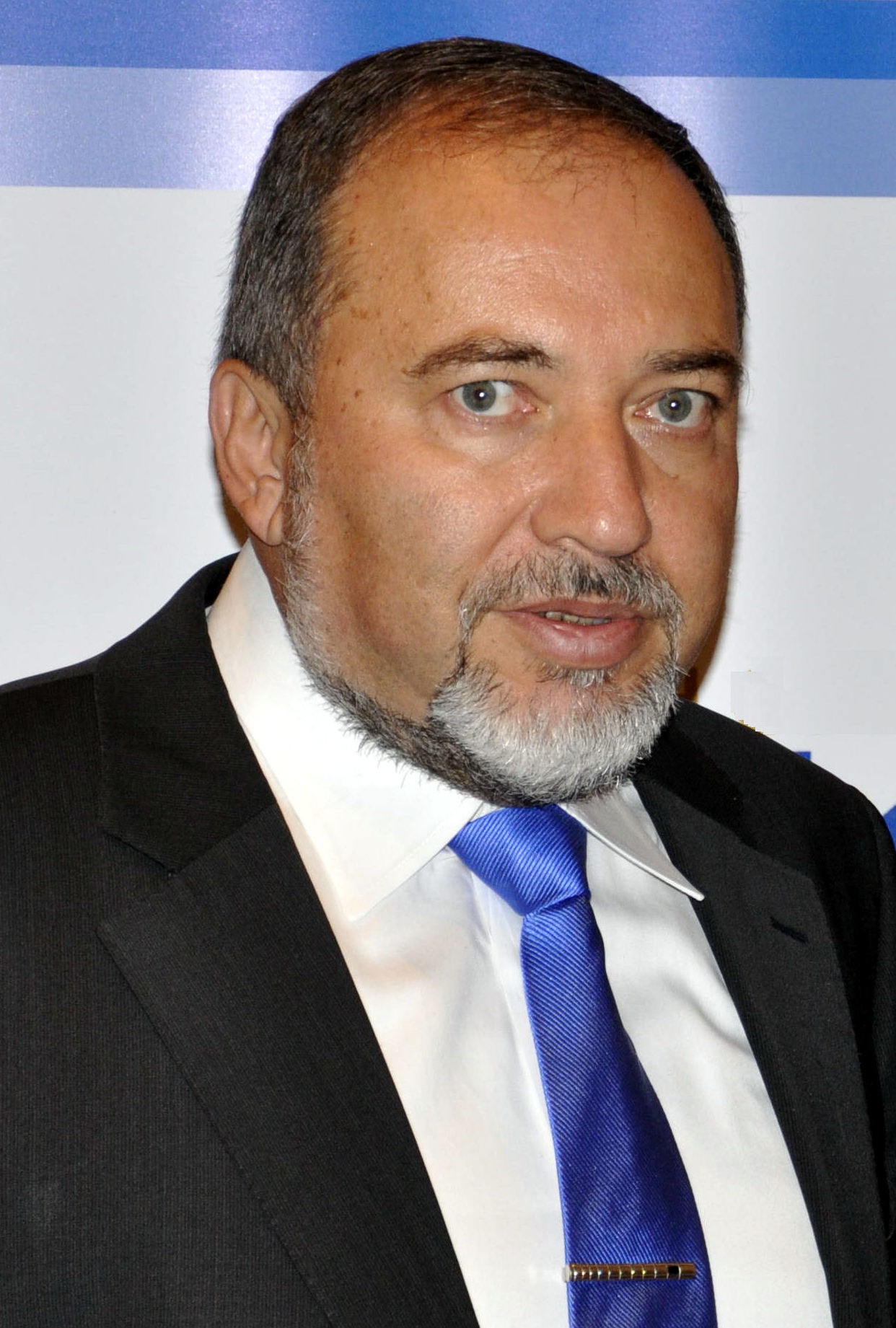
Lieberman nel 2011

Alle elezioni legislative del 2006, il suo partito approfitta del crollo del Likud di Benjamin Netanyahu e guadagna 11 seggi alla Knesset.
Nell'aprile del 2006, Lieberman si esprime a favore di un'azione israeliana contro l'Iran, il cui programma nucleare e i discorsi di Mahmud Ahmadinejad sono considerati una minaccia per l'esistenza dello Stato d'Israele.
Il 23 ottobre 2006, il suo partito sigla un accordo con Kadima ed entra nella coalizione al potere. Lieberman è nominato ministro degli affari strategici, col rango di sesto vice-primo ministro nel governo di Ehud Olmert.
Nel novembre del 2006, Lieberman, che definisce i parlamentari arabi della Knesset "collaboratori del terrore" per essersi incontrati con Hamas per tentare un accomodamento tra le parti e la fine delle tensioni, invoca la loro messa a morte: «La seconda guerra mondiale si è conclusa con il processo di Norimberga. I capi del regime nazista, coi loro collaboratori, furono giustiziati. Io spero che questo sia il destino dei collaboratori [arabi della Knesset]».
Il 16 gennaio 2008 Avigdor Lieberman abbandona il governo in segno di opposizione ai negoziati di pace coi palestinesi, iniziati il 27 novembre 2007 alla conferenza di Annapolis. Rompe del pari la coalizione tra Kadima e il suo partito, Israel Beytenu.
Nel 2009 critica l'operazione Piombo fuso per l'insufficienza dei mezzi a suo parere dispiegati per vincere Hamas e incita implicitamente a radere al suolo Gaza con l'arma nucleare (cosa poi negata) di cui Israele notoriamente dispone, dichiarando: «Dobbiamo proseguire a combattere Hamas, come gli Stati Uniti hanno combattuto i giapponesi durante la seconda guerra mondiale... La conquista del Giappone all'epoca non era necessaria».
In occasione delle elezioni legislative del febbraio del 2009, ottenendo 15 seggi, il suo partito diventa il terzo partito della Knesset, superando il Partito Laburista Israeliano (13 seggi). Diventa allora un interlocutore indispensabile delle due grandi formazioni, il Likud e Kadima, in vista della formazione di una coalizione in grado di governare il Paese. Appoggia Benjamin Netanyahu ed è cooptato col suo partito nel governo di coalizione di centro-destra di quest'ultimo. Diventa ministro degli affari esteri, anche se la sua attività provoca tensioni coi Paesi vicini, in particolare con l'Egitto.
Nel 2014, nuovamente ministro degli esteri nell'alleanza Likud Beiteinu e altri partiti di centro-destra, promuove l'offensiva di terra nella Striscia di Gaza, nell'operazione Margine di protezione, iniziata con bombardamenti e proseguita con la distruzione dei tunnel costruiti dai miliziani islamisti. Propone poi che su Gaza venga istituita un'amministrazione delle Nazioni Unite come avvenuto in Kosovo e a Timor Est, con la completa smilitarizzazione di Hamas.
Nel giugno 2016 è nominato ministro della difesa in seguito all'adesione del suo partito alla coalizione di governo. Si dimette il 14 novembre 2018 in segno di protesta per il cessate il fuoco a Gaza e l'intesa con Hamas definendo la tregua "una resa al terrorismo" e chiedendo elezioni anticipate.

## Problemi giudiziari
Il 2 agosto 2009, la polizia israeliana raccomanda al procuratore generale di Stato, Menahem Mazuz, d'incriminare Avigdor Lieberman per «riciclaggio di denaro», «corruzione», «frode», «subornazione di testimoni» e «ostacolo della giustizia» nel quadro d'una inchiesta, aperta 10 anni prima, sul finanziamento di alcune campagne elettorali. La polizia si basa su 3.500 documenti acquisiti nel corso di una perquisizione effettuata nello studio dell'avvocato di Lieberman, Yoav Many, e d'indagini condotte a Cipro o in società di comodo che s'incaricarono di assicurare che quei finanziamenti fossero acquisiti. Il 13 aprile 2011 l'azione legale è stata in effetti avviata dalla procura generale di Stato. 

Il 15 dicembre 2012 Avigdor Lieberman si è dimesso dal governo israeliano.
La corte di giustizia, composta da tre giudici, ha nel 2013 riconosciuto Avigdor Lieberman innocente, anche se la motivazione della sentenza parlava di azioni improprie dell'imputato per non aver informato il Ministero degli esteri dei suoi trascorsi con Ze'ev Ben Aryeh (già ambasciatore in Bielorussia, che aveva favorito Lieberman in modo giudicato biasimevole dalla giustizia israeliana che lo ha infine condannato a 4 mesi di servizi sociali per ostacolo alla giustizia) ma di non essersi reso conto della serietà delle circostanze, stabilendo che la nomina di Ben Aryeh non era stata una promozione per ringraziarlo in modo del tutto improprio e biasimevole.

Lieberman è stato immediatamente reintegrato nel suo incarico governativo di ministro degli esteri l'11 novembre 2013, dopo che il governo di Netanyahu aveva approvato il giorno prima il suo reincarico. La Knesset ha poi approvato, con 62 voti favorevoli e 17 contrari.